# Cholita

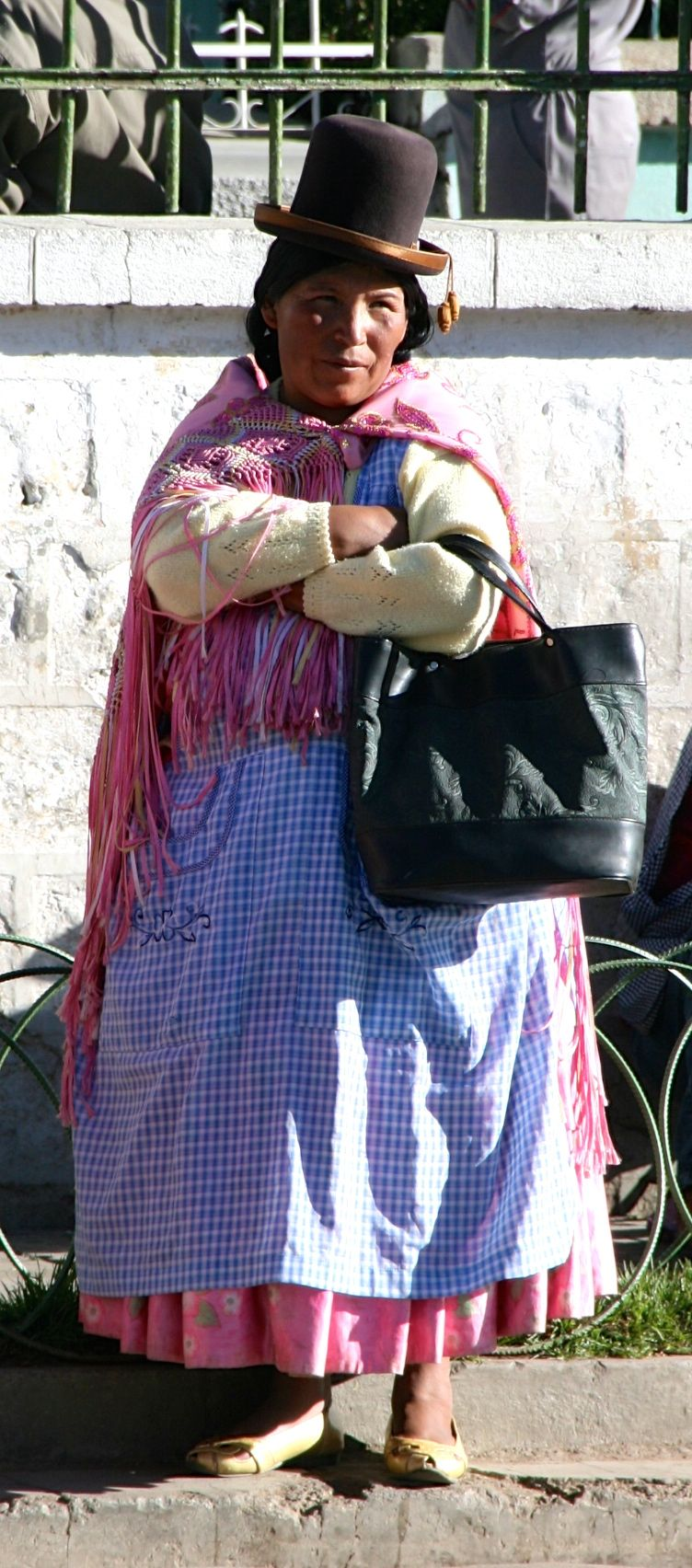
Cholita in La Paz, Bolivien

Als chola oder (verniedlichend) cholita – abgeleitet von cholo – werden indigene Frauen in Bolivien und Peru bezeichnet, die sich nach einer in den 1920er Jahren aus Europa nach Südamerika importierten Mode mit ursprünglich für Männer entworfenen Hüten kleiden. Die Kleidung der Cholitas besteht aus der pollera (einem Überrock), bis zu 10 Unterröcken, dem Schultertuch und dem typischen Hut. Meist erscheinen cholas durch die vielen Lagen an Kleidung rundlich bis übergewichtig.
War der Ausdruck chola einst die Bezeichnung für die „zivilisierte“, an die spanische Kultur angepasste Mestizin, so kann cholita heutzutage auch Frauen bezeichnen, die zwar stark indigener Herkunft sind, die indigene Tracht aber gegen die pollera eingetauscht haben. Diese Röcke unterscheiden sich in Länge, Stoff und Anzahl der Volants stark nach Region und finanzieller Situation der Trägerin.

## Geschichte der Gewandteile
Ein Cholita-Rock besteht aus 6–8 Metern Stoff und wird mit 4–5 centros (Unterröcken) getragen; sie sind allerdings nicht von indigener Herkunft, sondern wurden von spanischen Kolonialherren eingeführt. Der Schmuck kann sehr teuer werden, besonders modern ist es gerade, sich als cholita Goldzähne machen zu lassen. Der Schal nennt sich manta. Anders als heute war der ursprüngliche cholita-Hut im 19. Jahrhundert der Hut einer spanischen Frau; erst um 1920 kam der Wandel zum heutigen, männlichen Huttyp: Ein italienischer Huthersteller hatte versehentlich eine große Lieferung von Herrenhüten im Bowler- oder Melonestil nach Bolivien exportiert. Bei Männern fanden die Exponate allerdings keinen Anklang, und so begann die Importfirma sie stattdessen an arme Frauen zu vermarkten, die Melonen (span.: Bombín) wurden als jüngste italienische Frauenmode gepriesen. Somit begann die bis heute andauernde Tradition.